# 마리야 토모코
마리야 토모코(일본어: 毬谷友子, 1960년 3월 25일 - )는 일본의 여성 배우, 가수, 작가다. 다카라즈카 가극단 66기생 출신. 본명은 야시로 토모코(일본어: 矢代友子)다.
도쿄도 미나토구에서 태어났다. 극작가 야시로 세이이치와 여배우 야마모토 카즈코의 차녀다. 언니 야시로 아사코도 배우다. 다카라즈카 73기 여배우 에마오 유우는 외종여동생이다.